# Jean-Pierre Delalande
Pour les articles homonymes, voir Delalande.
Jean-Pierre Delalande, né le 21 août 1945 à Rouen, est ancien député (RPR) du Val-d'Oise et ancien membre du conseil d'administration de l'Institut de relations internationales et stratégiques (IRIS). Il est à l'origine de la « contribution Delalande », somme que devait verser à l'Assédic toute entreprise qui licenciait un salarié de 50 ans et plus, jusqu'à la suppression totale de cette contribution au 1er janvier 2008. Il est président de la commission de surveillance de la Caisse des dépôts et consignations de 1993 à 1997.